# Jemieljan Michajluk
Jemieljan Iosifowicz Michajluk, Omelan Josypowycz Michajluk (ros. Емелья́н Ио́сифович Михайлю́к, ukr. Омелян Йосипович Михайлюк, ur. 11 sierpnia 1919 w Czerneliwce obecnie w obwodzie chmielnickim, zm. 25 kwietnia 1945) – radziecki wojskowy, porucznik, Bohater Związku Radzieckiego (1945).

## Życiorys
Urodził się w ukraińskiej rodzinie chłopskiej. Skończył 5 klas, pracował jako tokarz w fabryce w Chmielnickim, w 1939 został powołany do Armii Czerwonej. W 1942 ukończył szkołę kawalerii, od lutego 1943 uczestniczył w wojnie z Niemcami, w 1944 został członkiem WKP(b). Był dowódcą 1 szwadronu 62 gwardyjskiego pułku kawalerii 16 Gwardyjskiej Dywizji Kawalerii 7 Gwardyjskiego Korpusu Kawalerii 1 Frontu Białoruskiego w stopniu porucznika. 18 stycznia 1945 brał udział w wyzwalaniu Tomaszowa Mazowieckiego, 29 stycznia 1945 dowodzony przez niego szwadron rozbił niemiecki batalion piechoty w walkach w Radowicach. Zginął w walce. Został pochowany w Gorzowie Wielkopolskim.

## Odznaczenia
- Złota Gwiazda Bohatera Związku Radzieckiego (24 marca 1945)
- Order Lenina
- Order Wojny Ojczyźnianej I klasy
- Order Wojny Ojczyźnianej II klasy